# KBS 뉴스 9 광주·전남
《KBS 뉴스 9 광주·전남》은 KBS 광주 1TV에서 매주 평일 오후 9시 30분, 주말 오후 9시 10분에 방송 중인 광주 전남 지역 메인 뉴스 프로그램이다.

## 개요
KBS 광주 9시 뉴스로 읽는다.

## 앵커

### 평일
| 대수 | 진행자 | 진행자 | 진행 기간                         | 비고          |
| 대수 | 남성   | 여성   | 진행 기간                         | 비고          |
| ---- | ------ | ------ | --------------------------------- | ------------- |
| 1대  | 윤주성 | 채윤아 | 일자 미상 ~ 2013년 12월 31일      | [ 1 ]         |
| 2대  | 최송현 | 채윤아 | 2014년 1월 1일 ~ 2015년 5월 1일   | [ 2 ]         |
| 3대  | 박상훈 | 채윤아 | 2015년 5월 4일 ~ 2016년 3월 17일  | [ 3 ] [ 4 ]   |
| 4대  | 박상훈 | 김해정 | 2016년 3월 18일 ~ 2016년 4월 15일 |               |
| 5대  | 박상훈 | 이혜성 | 2016년 4월 18일 ~ 2017년 1월 6일  | [ 6 ]         |
| 6대  | 류성호 | 이혜성 | 2017년 1월 9일 ~ 2017년 8월 25일  | [ 7 ] [ 8 ]   |
| 7대  | 임정섭 | 이혜성 | 2018년 2월 12일 ~ 2018년 2월 26일 | [ 9 ]         |
| 8대  | 임정섭 | 채윤아 | 2018년 2월 27일 ~ 2018년 9월 14일 |               |
| 9대  | 임정섭 | 최혜진 | 2018년 9월 17일 ~ 2019년 8월 30일 | [ 10 ]        |
| 10대 | 임정섭 | 유도희 | 2019년 9월 2일 ~ 2021년 12월 31일 | [ 11 ]        |
| 11대 | 임정섭 | 빈칸   | 2021년 1월 2일 ~ 2022년 7월 8일   | [ 12 ]        |
| 12대 | 임정섭 | 채윤아 | 2022년 7월 11일 ~ 2024년 8월 30일 | [ 13 ] [ 14 ] |
| 13대 | 임정섭 | 빈칸   | 2024년 9월 2일 ~ 현재             | [ 15 ] [ 16 ] |

### 주말
| 대수 | 진행자        | 진행자        | 진행 기간                 | 비고   |
| 대수 | 남성          | 여성          | 진행 기간                 | 비고   |
| ---- | ------------- | ------------- | ------------------------- | ------ |
| 1대  | 아나운서 일동 | 아나운서 일동 | 일자미상 ~ 2025년 1월 5일 |        |
| 2대  | 빈칸          | 서은혜        | 2025년 1월 11일 ~ 현재    | [ 17 ] |

## 경쟁 프로그램
- MBC 뉴스데스크 광주·전남 (광주MBC TV)
- MBC 뉴스데스크 목포·전남 (목포MBC TV)
- MBC 뉴스데스크 전남동부권 (여수MBC TV)
- kbc 8 뉴스 (kbc TV)